# Ligue des champions de l'AFC 2014
Navigation
Édition précédente Édition suivante
La Ligue des champions de l'AFC 2014 est la 33e édition de la plus prestigieuse des compétitions inter-clubs asiatiques, la 12e sous le nom de Ligue des champions. Elle oppose les meilleurs clubs d'Asie qui se sont illustrés dans leurs championnats respectifs la saison précédente. Le vainqueur de cette compétition participera à la Coupe du monde des clubs 2014.
C'est le club australien de Western Sydney Wanderers qui remporte la compétition après avoir battu la formation saoudienne d'Al-Hilal Football Club en finale. Il s'agit du tout premier titre pour le club (qui dispute d'ailleurs la Ligue des champions pour la première fois) alors qu'Al-Ahli participe là à sa septième finale continentale. L'attaquant ghanéen d'Al Ain Club, Asamoah Gyan est sacré meilleur buteur de la compétition avec douze réalisations alors qu'Ante Čović, le gardien de buts de Sydney reçoit le trophée de meilleur joueur de la compétition.

## Participants
La confédération asiatique a d’abord défini des critères que les associations membres doivent respecter pour pouvoir envoyer leurs clubs dans la compétition continentale. Ces critères reposent notamment sur la professionnalisation des clubs, l'état des stades et des infrastructures, l’organisation du championnat local et l'affluence. Selon le degré de respect de ces critères, l'AFC accorde un nombre précis de places aux associations, qui peut aller de quatre places qualificatives pour la phase de groupes et/ou les barrages à aucune si les critères ne sont atteints en aucun point.
Si comme la saison dernière 10 fédérations obtiennent une ou plusieurs places en phase de groupes, l'AFC décide de mettre en place des barrages sur trois tours, permettant à de nombreuses fédérations de pouvoir qualifier des équipes par le biais de leur championnat. Il y a ainsi 47 clubs issus de 19 pays inscrits à cette édition 2014 de la Ligue des champions.
| Phase de groupes | Phase de groupes | Phase de groupes | Phase de groupes | Phase de groupes | Phase de groupes | Phase de groupes | Phase de groupes | Phase de groupes | Phase de groupes | Phase de groupes | Phase de groupes | Phase de groupes | Phase de groupes | Phase de groupes | Phase de groupes |
| Asie de l'ouest | Asie de l'ouest | Asie de l'ouest | Asie de l'ouest | Asie de l'ouest | Asie de l'ouest | Asie de l'ouest | Asie de l'ouest | Asie de l'est | Asie de l'est | Asie de l'est | Asie de l'est | Asie de l'est | Asie de l'est | Asie de l'est | Asie de l'est |
| --- | --- | --- | --- | --- | --- | --- | --- | --- | --- | --- | --- | --- | --- | --- | --- |
| - Al-Fateh Champion d'Arabie saoudite en 2012-2013 - Al-Ittihad Vainqueur de la coupe d'Arabie saoudite 2013 - Al-Hilal 2e d'Arabie saoudite en 2012-2013 - Al-Shabab Riyad 3e d'Arabie saoudite en 2012-2013 - Al-Sadd Champion du Qatar en 2012-2013 - Al-Rayyan SC Vainqueur de la coupe du Qatar 2012-2013 - Esteghlal Téhéran Champion d'Iran en 2012-2013 - Sepahan Ispahan 3e d'Iran en 2012-2013 - Teraktor Sazi 4e d'Iran en 2012-2013 - Foolad 4e d'Iran en 2012-2013 - Al Ain Club Champion des Émirats arabes unis en 2012-2013 - Al-Ahli Dubaï 2e des Émirats arabes unis en 2012-2013 - Al-Jazira Club 3e des Émirats arabes unis en 2012-2013 - Bunyodkor Champion d'Ouzbékistan en 2013 | - Al-Fateh Champion d'Arabie saoudite en 2012-2013 - Al-Ittihad Vainqueur de la coupe d'Arabie saoudite 2013 - Al-Hilal 2e d'Arabie saoudite en 2012-2013 - Al-Shabab Riyad 3e d'Arabie saoudite en 2012-2013 - Al-Sadd Champion du Qatar en 2012-2013 - Al-Rayyan SC Vainqueur de la coupe du Qatar 2012-2013 - Esteghlal Téhéran Champion d'Iran en 2012-2013 - Sepahan Ispahan 3e d'Iran en 2012-2013 - Teraktor Sazi 4e d'Iran en 2012-2013 - Foolad 4e d'Iran en 2012-2013 - Al Ain Club Champion des Émirats arabes unis en 2012-2013 - Al-Ahli Dubaï 2e des Émirats arabes unis en 2012-2013 - Al-Jazira Club 3e des Émirats arabes unis en 2012-2013 - Bunyodkor Champion d'Ouzbékistan en 2013 | - Al-Fateh Champion d'Arabie saoudite en 2012-2013 - Al-Ittihad Vainqueur de la coupe d'Arabie saoudite 2013 - Al-Hilal 2e d'Arabie saoudite en 2012-2013 - Al-Shabab Riyad 3e d'Arabie saoudite en 2012-2013 - Al-Sadd Champion du Qatar en 2012-2013 - Al-Rayyan SC Vainqueur de la coupe du Qatar 2012-2013 - Esteghlal Téhéran Champion d'Iran en 2012-2013 - Sepahan Ispahan 3e d'Iran en 2012-2013 - Teraktor Sazi 4e d'Iran en 2012-2013 - Foolad 4e d'Iran en 2012-2013 - Al Ain Club Champion des Émirats arabes unis en 2012-2013 - Al-Ahli Dubaï 2e des Émirats arabes unis en 2012-2013 - Al-Jazira Club 3e des Émirats arabes unis en 2012-2013 - Bunyodkor Champion d'Ouzbékistan en 2013 | - Al-Fateh Champion d'Arabie saoudite en 2012-2013 - Al-Ittihad Vainqueur de la coupe d'Arabie saoudite 2013 - Al-Hilal 2e d'Arabie saoudite en 2012-2013 - Al-Shabab Riyad 3e d'Arabie saoudite en 2012-2013 - Al-Sadd Champion du Qatar en 2012-2013 - Al-Rayyan SC Vainqueur de la coupe du Qatar 2012-2013 - Esteghlal Téhéran Champion d'Iran en 2012-2013 - Sepahan Ispahan 3e d'Iran en 2012-2013 - Teraktor Sazi 4e d'Iran en 2012-2013 - Foolad 4e d'Iran en 2012-2013 - Al Ain Club Champion des Émirats arabes unis en 2012-2013 - Al-Ahli Dubaï 2e des Émirats arabes unis en 2012-2013 - Al-Jazira Club 3e des Émirats arabes unis en 2012-2013 - Bunyodkor Champion d'Ouzbékistan en 2013 | - Al-Fateh Champion d'Arabie saoudite en 2012-2013 - Al-Ittihad Vainqueur de la coupe d'Arabie saoudite 2013 - Al-Hilal 2e d'Arabie saoudite en 2012-2013 - Al-Shabab Riyad 3e d'Arabie saoudite en 2012-2013 - Al-Sadd Champion du Qatar en 2012-2013 - Al-Rayyan SC Vainqueur de la coupe du Qatar 2012-2013 - Esteghlal Téhéran Champion d'Iran en 2012-2013 - Sepahan Ispahan 3e d'Iran en 2012-2013 - Teraktor Sazi 4e d'Iran en 2012-2013 - Foolad 4e d'Iran en 2012-2013 - Al Ain Club Champion des Émirats arabes unis en 2012-2013 - Al-Ahli Dubaï 2e des Émirats arabes unis en 2012-2013 - Al-Jazira Club 3e des Émirats arabes unis en 2012-2013 - Bunyodkor Champion d'Ouzbékistan en 2013 | - Al-Fateh Champion d'Arabie saoudite en 2012-2013 - Al-Ittihad Vainqueur de la coupe d'Arabie saoudite 2013 - Al-Hilal 2e d'Arabie saoudite en 2012-2013 - Al-Shabab Riyad 3e d'Arabie saoudite en 2012-2013 - Al-Sadd Champion du Qatar en 2012-2013 - Al-Rayyan SC Vainqueur de la coupe du Qatar 2012-2013 - Esteghlal Téhéran Champion d'Iran en 2012-2013 - Sepahan Ispahan 3e d'Iran en 2012-2013 - Teraktor Sazi 4e d'Iran en 2012-2013 - Foolad 4e d'Iran en 2012-2013 - Al Ain Club Champion des Émirats arabes unis en 2012-2013 - Al-Ahli Dubaï 2e des Émirats arabes unis en 2012-2013 - Al-Jazira Club 3e des Émirats arabes unis en 2012-2013 - Bunyodkor Champion d'Ouzbékistan en 2013 | - Al-Fateh Champion d'Arabie saoudite en 2012-2013 - Al-Ittihad Vainqueur de la coupe d'Arabie saoudite 2013 - Al-Hilal 2e d'Arabie saoudite en 2012-2013 - Al-Shabab Riyad 3e d'Arabie saoudite en 2012-2013 - Al-Sadd Champion du Qatar en 2012-2013 - Al-Rayyan SC Vainqueur de la coupe du Qatar 2012-2013 - Esteghlal Téhéran Champion d'Iran en 2012-2013 - Sepahan Ispahan 3e d'Iran en 2012-2013 - Teraktor Sazi 4e d'Iran en 2012-2013 - Foolad 4e d'Iran en 2012-2013 - Al Ain Club Champion des Émirats arabes unis en 2012-2013 - Al-Ahli Dubaï 2e des Émirats arabes unis en 2012-2013 - Al-Jazira Club 3e des Émirats arabes unis en 2012-2013 - Bunyodkor Champion d'Ouzbékistan en 2013 | - Al-Fateh Champion d'Arabie saoudite en 2012-2013 - Al-Ittihad Vainqueur de la coupe d'Arabie saoudite 2013 - Al-Hilal 2e d'Arabie saoudite en 2012-2013 - Al-Shabab Riyad 3e d'Arabie saoudite en 2012-2013 - Al-Sadd Champion du Qatar en 2012-2013 - Al-Rayyan SC Vainqueur de la coupe du Qatar 2012-2013 - Esteghlal Téhéran Champion d'Iran en 2012-2013 - Sepahan Ispahan 3e d'Iran en 2012-2013 - Teraktor Sazi 4e d'Iran en 2012-2013 - Foolad 4e d'Iran en 2012-2013 - Al Ain Club Champion des Émirats arabes unis en 2012-2013 - Al-Ahli Dubaï 2e des Émirats arabes unis en 2012-2013 - Al-Jazira Club 3e des Émirats arabes unis en 2012-2013 - Bunyodkor Champion d'Ouzbékistan en 2013 | - Guangzhou Evergrande Champion de Chine en 2013 - Shandong Luneng Taishan 2e de Chine en 2013 - Guizhou Renhe Vainqueur de la Coupe de Chine 2013 - Pohang Steelers Champion de Corée du Sud en 2013 - Ulsan Hyundai 2e de Corée du Sud en 2013 - Jeonbuk Hyundai Motors 3e de Corée du Sud en 2013 - FC Seoul 4e de Corée du Sud en 2013 - Sanfrecce Hiroshima Champion du Japon en 2013 - Yokohama F.Marinos 2e du Japon en 2013 - Kawasaki Frontale 3e du Japon en 2013 - Cerezo Osaka 4e du Japon en 2013 - Western Sydney Wanderers Premier de la saison régulière d'Australie en 2012-2013 - Central Coast Mariners Champion d'Australie en 2012-2013 - Buriram United Champion de Thaïlande en 2013 | - Guangzhou Evergrande Champion de Chine en 2013 - Shandong Luneng Taishan 2e de Chine en 2013 - Guizhou Renhe Vainqueur de la Coupe de Chine 2013 - Pohang Steelers Champion de Corée du Sud en 2013 - Ulsan Hyundai 2e de Corée du Sud en 2013 - Jeonbuk Hyundai Motors 3e de Corée du Sud en 2013 - FC Seoul 4e de Corée du Sud en 2013 - Sanfrecce Hiroshima Champion du Japon en 2013 - Yokohama F.Marinos 2e du Japon en 2013 - Kawasaki Frontale 3e du Japon en 2013 - Cerezo Osaka 4e du Japon en 2013 - Western Sydney Wanderers Premier de la saison régulière d'Australie en 2012-2013 - Central Coast Mariners Champion d'Australie en 2012-2013 - Buriram United Champion de Thaïlande en 2013 | - Guangzhou Evergrande Champion de Chine en 2013 - Shandong Luneng Taishan 2e de Chine en 2013 - Guizhou Renhe Vainqueur de la Coupe de Chine 2013 - Pohang Steelers Champion de Corée du Sud en 2013 - Ulsan Hyundai 2e de Corée du Sud en 2013 - Jeonbuk Hyundai Motors 3e de Corée du Sud en 2013 - FC Seoul 4e de Corée du Sud en 2013 - Sanfrecce Hiroshima Champion du Japon en 2013 - Yokohama F.Marinos 2e du Japon en 2013 - Kawasaki Frontale 3e du Japon en 2013 - Cerezo Osaka 4e du Japon en 2013 - Western Sydney Wanderers Premier de la saison régulière d'Australie en 2012-2013 - Central Coast Mariners Champion d'Australie en 2012-2013 - Buriram United Champion de Thaïlande en 2013 | - Guangzhou Evergrande Champion de Chine en 2013 - Shandong Luneng Taishan 2e de Chine en 2013 - Guizhou Renhe Vainqueur de la Coupe de Chine 2013 - Pohang Steelers Champion de Corée du Sud en 2013 - Ulsan Hyundai 2e de Corée du Sud en 2013 - Jeonbuk Hyundai Motors 3e de Corée du Sud en 2013 - FC Seoul 4e de Corée du Sud en 2013 - Sanfrecce Hiroshima Champion du Japon en 2013 - Yokohama F.Marinos 2e du Japon en 2013 - Kawasaki Frontale 3e du Japon en 2013 - Cerezo Osaka 4e du Japon en 2013 - Western Sydney Wanderers Premier de la saison régulière d'Australie en 2012-2013 - Central Coast Mariners Champion d'Australie en 2012-2013 - Buriram United Champion de Thaïlande en 2013 | - Guangzhou Evergrande Champion de Chine en 2013 - Shandong Luneng Taishan 2e de Chine en 2013 - Guizhou Renhe Vainqueur de la Coupe de Chine 2013 - Pohang Steelers Champion de Corée du Sud en 2013 - Ulsan Hyundai 2e de Corée du Sud en 2013 - Jeonbuk Hyundai Motors 3e de Corée du Sud en 2013 - FC Seoul 4e de Corée du Sud en 2013 - Sanfrecce Hiroshima Champion du Japon en 2013 - Yokohama F.Marinos 2e du Japon en 2013 - Kawasaki Frontale 3e du Japon en 2013 - Cerezo Osaka 4e du Japon en 2013 - Western Sydney Wanderers Premier de la saison régulière d'Australie en 2012-2013 - Central Coast Mariners Champion d'Australie en 2012-2013 - Buriram United Champion de Thaïlande en 2013 | - Guangzhou Evergrande Champion de Chine en 2013 - Shandong Luneng Taishan 2e de Chine en 2013 - Guizhou Renhe Vainqueur de la Coupe de Chine 2013 - Pohang Steelers Champion de Corée du Sud en 2013 - Ulsan Hyundai 2e de Corée du Sud en 2013 - Jeonbuk Hyundai Motors 3e de Corée du Sud en 2013 - FC Seoul 4e de Corée du Sud en 2013 - Sanfrecce Hiroshima Champion du Japon en 2013 - Yokohama F.Marinos 2e du Japon en 2013 - Kawasaki Frontale 3e du Japon en 2013 - Cerezo Osaka 4e du Japon en 2013 - Western Sydney Wanderers Premier de la saison régulière d'Australie en 2012-2013 - Central Coast Mariners Champion d'Australie en 2012-2013 - Buriram United Champion de Thaïlande en 2013 | - Guangzhou Evergrande Champion de Chine en 2013 - Shandong Luneng Taishan 2e de Chine en 2013 - Guizhou Renhe Vainqueur de la Coupe de Chine 2013 - Pohang Steelers Champion de Corée du Sud en 2013 - Ulsan Hyundai 2e de Corée du Sud en 2013 - Jeonbuk Hyundai Motors 3e de Corée du Sud en 2013 - FC Seoul 4e de Corée du Sud en 2013 - Sanfrecce Hiroshima Champion du Japon en 2013 - Yokohama F.Marinos 2e du Japon en 2013 - Kawasaki Frontale 3e du Japon en 2013 - Cerezo Osaka 4e du Japon en 2013 - Western Sydney Wanderers Premier de la saison régulière d'Australie en 2012-2013 - Central Coast Mariners Champion d'Australie en 2012-2013 - Buriram United Champion de Thaïlande en 2013 | - Guangzhou Evergrande Champion de Chine en 2013 - Shandong Luneng Taishan 2e de Chine en 2013 - Guizhou Renhe Vainqueur de la Coupe de Chine 2013 - Pohang Steelers Champion de Corée du Sud en 2013 - Ulsan Hyundai 2e de Corée du Sud en 2013 - Jeonbuk Hyundai Motors 3e de Corée du Sud en 2013 - FC Seoul 4e de Corée du Sud en 2013 - Sanfrecce Hiroshima Champion du Japon en 2013 - Yokohama F.Marinos 2e du Japon en 2013 - Kawasaki Frontale 3e du Japon en 2013 - Cerezo Osaka 4e du Japon en 2013 - Western Sydney Wanderers Premier de la saison régulière d'Australie en 2012-2013 - Central Coast Mariners Champion d'Australie en 2012-2013 - Buriram United Champion de Thaïlande en 2013 |
| Troisième tour des barrages | | | | | | | | | | | | | | | |
| Aucun club | Aucun club | Aucun club | Aucun club | Aucun club | Aucun club | Aucun club | Aucun club | - Beijing Guoan 3e de Chine en 2013 - Melbourne Victory 3e de la saison régulière d'Australie en 2012-2013 | - Beijing Guoan 3e de Chine en 2013 - Melbourne Victory 3e de la saison régulière d'Australie en 2012-2013 | - Beijing Guoan 3e de Chine en 2013 - Melbourne Victory 3e de la saison régulière d'Australie en 2012-2013 | - Beijing Guoan 3e de Chine en 2013 - Melbourne Victory 3e de la saison régulière d'Australie en 2012-2013 | - Beijing Guoan 3e de Chine en 2013 - Melbourne Victory 3e de la saison régulière d'Australie en 2012-2013 | - Beijing Guoan 3e de Chine en 2013 - Melbourne Victory 3e de la saison régulière d'Australie en 2012-2013 | - Beijing Guoan 3e de Chine en 2013 - Melbourne Victory 3e de la saison régulière d'Australie en 2012-2013 | - Beijing Guoan 3e de Chine en 2013 - Melbourne Victory 3e de la saison régulière d'Australie en 2012-2013 |
| Deuxième tour des barrages | | | | | | | | | | | | | | | |
| - Baniyas SC 4e des Émirats arabes unis en 2012-2013 - Lekhwiya 2e du Qatar en 2012-2013 - Al Jaish 3e du Qatar en 2012-2013 - Lokomotiv Tachkent 2e d'Ouzbékistan en 2013 - Nasaf Qarshi 3e d'Ouzbékistan en 2013 | - Baniyas SC 4e des Émirats arabes unis en 2012-2013 - Lekhwiya 2e du Qatar en 2012-2013 - Al Jaish 3e du Qatar en 2012-2013 - Lokomotiv Tachkent 2e d'Ouzbékistan en 2013 - Nasaf Qarshi 3e d'Ouzbékistan en 2013 | - Baniyas SC 4e des Émirats arabes unis en 2012-2013 - Lekhwiya 2e du Qatar en 2012-2013 - Al Jaish 3e du Qatar en 2012-2013 - Lokomotiv Tachkent 2e d'Ouzbékistan en 2013 - Nasaf Qarshi 3e d'Ouzbékistan en 2013 | - Baniyas SC 4e des Émirats arabes unis en 2012-2013 - Lekhwiya 2e du Qatar en 2012-2013 - Al Jaish 3e du Qatar en 2012-2013 - Lokomotiv Tachkent 2e d'Ouzbékistan en 2013 - Nasaf Qarshi 3e d'Ouzbékistan en 2013 | - Baniyas SC 4e des Émirats arabes unis en 2012-2013 - Lekhwiya 2e du Qatar en 2012-2013 - Al Jaish 3e du Qatar en 2012-2013 - Lokomotiv Tachkent 2e d'Ouzbékistan en 2013 - Nasaf Qarshi 3e d'Ouzbékistan en 2013 | - Baniyas SC 4e des Émirats arabes unis en 2012-2013 - Lekhwiya 2e du Qatar en 2012-2013 - Al Jaish 3e du Qatar en 2012-2013 - Lokomotiv Tachkent 2e d'Ouzbékistan en 2013 - Nasaf Qarshi 3e d'Ouzbékistan en 2013 | - Baniyas SC 4e des Émirats arabes unis en 2012-2013 - Lekhwiya 2e du Qatar en 2012-2013 - Al Jaish 3e du Qatar en 2012-2013 - Lokomotiv Tachkent 2e d'Ouzbékistan en 2013 - Nasaf Qarshi 3e d'Ouzbékistan en 2013 | - Baniyas SC 4e des Émirats arabes unis en 2012-2013 - Lekhwiya 2e du Qatar en 2012-2013 - Al Jaish 3e du Qatar en 2012-2013 - Lokomotiv Tachkent 2e d'Ouzbékistan en 2013 - Nasaf Qarshi 3e d'Ouzbékistan en 2013 | - Muangthong United 2e de Thaïlande en 2013 - Chonburi FC 3e de Thaïlande en 2013 | - Muangthong United 2e de Thaïlande en 2013 - Chonburi FC 3e de Thaïlande en 2013 | - Muangthong United 2e de Thaïlande en 2013 - Chonburi FC 3e de Thaïlande en 2013 | - Muangthong United 2e de Thaïlande en 2013 - Chonburi FC 3e de Thaïlande en 2013 | - Muangthong United 2e de Thaïlande en 2013 - Chonburi FC 3e de Thaïlande en 2013 | - Muangthong United 2e de Thaïlande en 2013 - Chonburi FC 3e de Thaïlande en 2013 | - Muangthong United 2e de Thaïlande en 2013 - Chonburi FC 3e de Thaïlande en 2013 | - Muangthong United 2e de Thaïlande en 2013 - Chonburi FC 3e de Thaïlande en 2013 |
| Premier tour des barrages | | | | | | | | | | | | | | | |
| - Al-Kuwait Champion de la Coupe de l'AFC 2013 et Champion du Koweït en 2012-2013 - Al-Qadsia Finaliste de la Coupe de l'AFC 2013 et 2e du Koweït en 2012-2013 - Shabab Al-Ordon Club Champion de Jordanie en 2012-2013 - Al-Suwaiq Champion d'Oman en 2012-2013 - Al Hidd Club 3e du Bahreïn en 2012-2013 - Al Shorta Bagdad Champion d'Irak en 2012-2013 | - Al-Kuwait Champion de la Coupe de l'AFC 2013 et Champion du Koweït en 2012-2013 - Al-Qadsia Finaliste de la Coupe de l'AFC 2013 et 2e du Koweït en 2012-2013 - Shabab Al-Ordon Club Champion de Jordanie en 2012-2013 - Al-Suwaiq Champion d'Oman en 2012-2013 - Al Hidd Club 3e du Bahreïn en 2012-2013 - Al Shorta Bagdad Champion d'Irak en 2012-2013 | - Al-Kuwait Champion de la Coupe de l'AFC 2013 et Champion du Koweït en 2012-2013 - Al-Qadsia Finaliste de la Coupe de l'AFC 2013 et 2e du Koweït en 2012-2013 - Shabab Al-Ordon Club Champion de Jordanie en 2012-2013 - Al-Suwaiq Champion d'Oman en 2012-2013 - Al Hidd Club 3e du Bahreïn en 2012-2013 - Al Shorta Bagdad Champion d'Irak en 2012-2013 | - Al-Kuwait Champion de la Coupe de l'AFC 2013 et Champion du Koweït en 2012-2013 - Al-Qadsia Finaliste de la Coupe de l'AFC 2013 et 2e du Koweït en 2012-2013 - Shabab Al-Ordon Club Champion de Jordanie en 2012-2013 - Al-Suwaiq Champion d'Oman en 2012-2013 - Al Hidd Club 3e du Bahreïn en 2012-2013 - Al Shorta Bagdad Champion d'Irak en 2012-2013 | - Al-Kuwait Champion de la Coupe de l'AFC 2013 et Champion du Koweït en 2012-2013 - Al-Qadsia Finaliste de la Coupe de l'AFC 2013 et 2e du Koweït en 2012-2013 - Shabab Al-Ordon Club Champion de Jordanie en 2012-2013 - Al-Suwaiq Champion d'Oman en 2012-2013 - Al Hidd Club 3e du Bahreïn en 2012-2013 - Al Shorta Bagdad Champion d'Irak en 2012-2013 | - Al-Kuwait Champion de la Coupe de l'AFC 2013 et Champion du Koweït en 2012-2013 - Al-Qadsia Finaliste de la Coupe de l'AFC 2013 et 2e du Koweït en 2012-2013 - Shabab Al-Ordon Club Champion de Jordanie en 2012-2013 - Al-Suwaiq Champion d'Oman en 2012-2013 - Al Hidd Club 3e du Bahreïn en 2012-2013 - Al Shorta Bagdad Champion d'Irak en 2012-2013 | - Al-Kuwait Champion de la Coupe de l'AFC 2013 et Champion du Koweït en 2012-2013 - Al-Qadsia Finaliste de la Coupe de l'AFC 2013 et 2e du Koweït en 2012-2013 - Shabab Al-Ordon Club Champion de Jordanie en 2012-2013 - Al-Suwaiq Champion d'Oman en 2012-2013 - Al Hidd Club 3e du Bahreïn en 2012-2013 - Al Shorta Bagdad Champion d'Irak en 2012-2013 | - Al-Kuwait Champion de la Coupe de l'AFC 2013 et Champion du Koweït en 2012-2013 - Al-Qadsia Finaliste de la Coupe de l'AFC 2013 et 2e du Koweït en 2012-2013 - Shabab Al-Ordon Club Champion de Jordanie en 2012-2013 - Al-Suwaiq Champion d'Oman en 2012-2013 - Al Hidd Club 3e du Bahreïn en 2012-2013 - Al Shorta Bagdad Champion d'Irak en 2012-2013 | - Pune FC 2e d'Inde en 2012-2013 - Tampines Rovers Champion de Singapour en 2013 - South China AA Champion de Hong Kong en 2012-2013 - T&T Hanoi Champion du Viêt Nam en 2013 | - Pune FC 2e d'Inde en 2012-2013 - Tampines Rovers Champion de Singapour en 2013 - South China AA Champion de Hong Kong en 2012-2013 - T&T Hanoi Champion du Viêt Nam en 2013 | - Pune FC 2e d'Inde en 2012-2013 - Tampines Rovers Champion de Singapour en 2013 - South China AA Champion de Hong Kong en 2012-2013 - T&T Hanoi Champion du Viêt Nam en 2013 | - Pune FC 2e d'Inde en 2012-2013 - Tampines Rovers Champion de Singapour en 2013 - South China AA Champion de Hong Kong en 2012-2013 - T&T Hanoi Champion du Viêt Nam en 2013 | - Pune FC 2e d'Inde en 2012-2013 - Tampines Rovers Champion de Singapour en 2013 - South China AA Champion de Hong Kong en 2012-2013 - T&T Hanoi Champion du Viêt Nam en 2013 | - Pune FC 2e d'Inde en 2012-2013 - Tampines Rovers Champion de Singapour en 2013 - South China AA Champion de Hong Kong en 2012-2013 - T&T Hanoi Champion du Viêt Nam en 2013 | - Pune FC 2e d'Inde en 2012-2013 - Tampines Rovers Champion de Singapour en 2013 - South China AA Champion de Hong Kong en 2012-2013 - T&T Hanoi Champion du Viêt Nam en 2013 | - Pune FC 2e d'Inde en 2012-2013 - Tampines Rovers Champion de Singapour en 2013 - South China AA Champion de Hong Kong en 2012-2013 - T&T Hanoi Champion du Viêt Nam en 2013 |

## Calendrier
| Nom                                             | Tirage au sort | Date aller                          | Date retour                         | Équipes participantes | Équipes restantes |
| Barrages                                        | Barrages       | Barrages                            | Barrages                            | Barrages              | Barrages          |
| ----------------------------------------------- | -------------- | ----------------------------------- | ----------------------------------- | --------------------- | ----------------- |
| Premier tour                                    |                | 2 février                           | 2 février                           | 10                    | 5                 |
| Deuxième tour                                   |                | 8 février                           | 8 février                           | 12                    | 6                 |
| Troisième tour                                  |                | 15 février                          | 15 février                          | 8                     | 4                 |
| Phase de groupes                                |                |                                     |                                     |                       |                   |
| Journées 1 et 5 Journées 2 et 6 Journées 3 et 4 |                | 25-26 février 11-12 mars 18-19 mars | 15-16 avril 22-23 avril 1er-2 avril | 32                    | 32 à 16           |
| Phase finale                                    |                |                                     |                                     |                       |                   |
| Huitièmes de finale                             |                | 6-7 mai                             | 13-14 mai                           | 16                    | 16 à 8            |
| Quarts de finale                                |                | 17 septembre                        | 30 septembre-1er octobre            | 8                     | 8 à 4             |
| Demi-finales                                    | 22 octobre     | 29 octobre                          | 4                                   | 4 à 2                 |                   |
| Finale                                          | 8 novembre     | 8 novembre                          | 2                                   | 2 à 1                 |                   |

## Barrages
| Asie de l'Ouest      | Asie de l'Ouest | Asie de l'Ouest | Asie de l'Ouest | Asie de l'Ouest | Asie de l'Ouest | Asie de l'Ouest | Asie de l'Ouest |
| Club                 | Score           | Club            |                 |                 |                 |                 |                 |
| Premier tour         | Premier tour    | Premier tour    | Premier tour    | Premier tour    | Premier tour    | Premier tour    | Premier tour    |
| -------------------- | --------------- | --------------- | --------------- | --------------- | --------------- | --------------- | --------------- |
| Al-Suwaiq            | 0 - 1           | Al-Qadsia       |                 |                 |                 |                 |                 |
| Shabab Al-Ordon Club | 1 - 3 ap        | Al Hidd Club    |                 |                 |                 |                 |                 |
| Al-Kuwait            | 1 - 0           | Al-Shorta       |                 |                 |                 |                 |                 |
| Deuxième tour        |                 |                 |                 |                 |                 |                 |                 |
| Baniyas              | 0 - 4           | Al-Qadsia       |                 |                 |                 |                 |                 |
| Al-Jaish             | 5 - 1           | Nasaf Qarshi    |                 |                 |                 |                 |                 |
| Lekhwiya             | 2 - 1           | Al Hidd Club    |                 |                 |                 |                 |                 |
| Lokomotiv Tachkent   | 1 - 3           | Al-Kuwait       |                 |                 |                 |                 |                 |
| Troisième tour       |                 |                 |                 |                 |                 |                 |                 |
| Al-Jaish             | 3 - 0           | Al-Qadsia       |                 |                 |                 |                 |                 |
| Lekhwiya             | 4 - 1           | Al-Kuwait       |                 |                 |                 |                 |                 |

| Asie de l'Est     | Asie de l'Est | Asie de l'Est     | Asie de l'Est | Asie de l'Est | Asie de l'Est | Asie de l'Est | Asie de l'Est |
| Club              | Score         | Club              |               |               |               |               |               |
| Premier tour      | Premier tour  | Premier tour      | Premier tour  | Premier tour  | Premier tour  | Premier tour  | Premier tour  |
| ----------------- | ------------- | ----------------- | ------------- | ------------- | ------------- | ------------- | ------------- |
| Tampines Rovers   | 1 - 2ap       | South China       |               |               |               |               |               |
| Pune FC           | 0 - 3         | T&T Hanoi         |               |               |               |               |               |
| Deuxième tour     |               |                   |               |               |               |               |               |
| Chonburi          | 3 - 0         | South China       |               |               |               |               |               |
| Muangthong United | 2 - 0         | T&T Hanoi         |               |               |               |               |               |
| Troisième tour    |               |                   |               |               |               |               |               |
| Beijing Guoan     | 4 - 0         | Chonburi          |               |               |               |               |               |
| Melbourne Victory | 2 - 1         | Muangthong United |               |               |               |               |               |

## Phase de groupes
Légende des classements
- Qualifié pour les huitièmes de finale

Légende des résultats
- Victoire à domicile
- Match nul
- Victoire à l'extérieur

### Groupe A
| Rang | Équipe            | Pts | J | G | N | P | Bp | Bc | Diff |  | Résultats (▼ dom., ► ext.) |     |     |     |     |
| ---- | ----------------- | --- | - | - | - | - | -- | -- | ---- |  | -------------------------- | --- | --- | --- | --- |
| 1    | Al-Shabab         | 15  | 6 | 5 | 0 | 1 | 12 | 8  | +4   |  | Al-Shabab                  |     | 1-3 | 2-1 | 4-3 |
| 2    | Al-Jazira         | 10  | 6 | 3 | 1 | 2 | 12 | 10 | +2   |  | Al-Jazira                  | 1-2 |     | 0-1 | 3-2 |
| 3    | Esteghlal Téhéran | 7   | 6 | 2 | 1 | 3 | 7  | 7  | 0    |  | Esteghlal Téhéran          | 0-1 | 2-2 |     | 3-1 |
| 4    | Al-Rayyan         | 3   | 6 | 1 | 0 | 5 | 9  | 15 | -6   |  | Al-Rayyan                  | 0-2 | 2-3 | 1-0 |     |

### Groupe B
| Rang | Équipe    | Pts | J | G | N | P | Bp | Bc | Diff |  | Résultats (▼ dom., ► ext.) |     |     |     |     |
| ---- | --------- | --- | - | - | - | - | -- | -- | ---- |  | -------------------------- | --- | --- | --- | --- |
| 1    | Foolad    | 14  | 6 | 4 | 2 | 0 | 11 | 3  | +8   |  | Foolad                     |     | 1-0 | 3-1 | 1-0 |
| 2    | Bunyodkor | 8   | 6 | 2 | 2 | 2 | 7  | 7  | 0    |  | Bunyodkor                  | 1-1 |     | 1-2 | 3-2 |
| 3    | Al-Jaish  | 8   | 6 | 2 | 2 | 2 | 6  | 6  | 0    |  | Al-Jaish                   | 0-0 | 1-2 |     | 2-0 |
| 4    | Al-Fateh  | 2   | 6 | 0 | 2 | 4 | 3  | 11 | -8   |  | Al-Fateh                   | 1-5 | 0-0 | 0-0 |     |

### Groupe C
| Rang | Équipe        | Pts | J | G | N | P | Bp | Bc | Diff |  | Résultats (▼ dom., ► ext.) |     |     |     |     |
| ---- | ------------- | --- | - | - | - | - | -- | -- | ---- |  | -------------------------- | --- | --- | --- | --- |
| 1    | Al-Ain        | 11  | 6 | 3 | 2 | 1 | 14 | 7  | +7   |  | Al-Ain                     |     | 1-1 | 2-1 | 3-1 |
| 2    | Al-Ittihad    | 10  | 6 | 3 | 1 | 2 | 8  | 6  | +2   |  | Al-Ittihad                 | 2-1 |     | 3-1 | 2-0 |
| 3    | Lekhwiya      | 7   | 6 | 2 | 1 | 3 | 5  | 10 | -5   |  | Lekhwiya                   | 0-5 | 2-0 |     | 0-0 |
| 4    | Teraktor Sazi | 5   | 6 | 1 | 2 | 3 | 4  | 8  | -4   |  | Teraktor Sazi              | 2-2 | 1-0 | 0-1 |     |

### Groupe D
| Rang | Équipe          | Pts | J | G | N | P | Bp | Bc | Diff |  | Résultats (▼ dom., ► ext.) |     |     |     |     |
| ---- | --------------- | --- | - | - | - | - | -- | -- | ---- |  | -------------------------- | --- | --- | --- | --- |
| 1    | Al-Hilal        | 9   | 6 | 2 | 3 | 1 | 12 | 7  | +5   |  | Al-Hilal                   |     | 5-0 | 2-2 | 1-0 |
| 2    | Al-Sadd         | 8   | 6 | 2 | 2 | 2 | 8  | 14 | -6   |  | Al-Sadd                    | 2-2 |     | 2-1 | 3-1 |
| 3    | Al-Ahli         | 7   | 6 | 1 | 4 | 1 | 6  | 6  | 0    |  | Al-Ahli                    | 0-0 | 1-1 |     | 0-0 |
| 4    | Sepahan Ispahan | 7   | 6 | 2 | 1 | 3 | 9  | 8  | +1   |  | Sepahan Ispahan            | 3-2 | 4-0 | 1-2 |     |

### Groupe E
| Rang | Équipe                  | Pts | J | G | N | P | Bp | Bc | Diff |  | Résultats (▼ dom., ► ext.) |     |     |     |     |
| ---- | ----------------------- | --- | - | - | - | - | -- | -- | ---- |  | -------------------------- | --- | --- | --- | --- |
| 1    | Pohang Steelers         | 12  | 6 | 3 | 3 | 0 | 11 | 6  | +5   |  | Pohang Steelers            |     | 1-1 | 0-0 | 2-2 |
| 2    | Cerezo Osaka            | 8   | 6 | 2 | 2 | 2 | 10 | 9  | +1   |  | Cerezo Osaka               | 0-2 |     | 4-0 | 1-3 |
| 3    | Buriram United          | 6   | 6 | 1 | 3 | 2 | 5  | 9  | -4   |  | Buriram United             | 1-2 | 2-2 |     | 1-0 |
| 4    | Shandong Luneng Taishan | 5   | 6 | 1 | 2 | 3 | 9  | 11 | -2   |  | Shandong Luneng Taishan    | 2-4 | 1-2 | 1-1 |     |

### Groupe F
| Rang | Équipe                 | Pts | J | G | N | P | Bp | Bc | Diff |  | Résultats (▼ dom., ► ext.) |     |     |     |     |
| ---- | ---------------------- | --- | - | - | - | - | -- | -- | ---- |  | -------------------------- | --- | --- | --- | --- |
| 1    | FC Séoul               | 11  | 6 | 3 | 2 | 1 | 9  | 6  | +3   |  | FC Séoul                   |     | 2-2 | 2-1 | 2-0 |
| 2    | Sanfrecce Hiroshima    | 9   | 6 | 2 | 3 | 1 | 9  | 8  | +1   |  | Sanfrecce Hiroshima        | 2-1 |     | 1-1 | 1-0 |
| 3    | Beijing Guoan          | 6   | 6 | 1 | 3 | 2 | 7  | 8  | -1   |  | Beijing Guoan              | 1-1 | 2-2 |     | 2-1 |
| 4    | Central Coast Mariners | 6   | 6 | 2 | 0 | 4 | 4  | 7  | -3   |  | Central Coast Mariners     | 0-1 | 2-1 | 1-0 |     |

### Groupe G
| Rang | Équipe                 | Pts | J | G | N | P | Bp | Bc | Diff |  | Résultats (▼ dom., ► ext.) |     |     |     |     |
| ---- | ---------------------- | --- | - | - | - | - | -- | -- | ---- |  | -------------------------- | --- | --- | --- | --- |
| 1    | Guangzhou Evergrande   | 10  | 6 | 3 | 1 | 2 | 10 | 8  | +2   |  | Guangzhou Evergrande       |     | 3-1 | 4-2 | 2-1 |
| 2    | Jeonbuk Hyundai Motors | 8   | 6 | 2 | 2 | 2 | 8  | 7  | +1   |  | Jeonbuk Hyundai Motors     | 1-0 |     | 0-0 | 3-0 |
| 3    | Melbourne Victory      | 8   | 6 | 2 | 2 | 2 | 9  | 9  | 0    |  | Melbourne Victory          | 2-0 | 2-2 |     | 1-0 |
| 4    | Yokohama F. Marinos    | 7   | 6 | 2 | 1 | 3 | 7  | 10 | -3   |  | Yokohama F. Marinos        | 1-1 | 2-1 | 3-2 |     |

### Groupe H
| Rang | Équipe                   | Pts | J | G | N | P | Bp | Bc | Diff |  | Résultats (▼ dom., ► ext.) |     |     |     |     |
| ---- | ------------------------ | --- | - | - | - | - | -- | -- | ---- |  | -------------------------- | --- | --- | --- | --- |
| 1    | Western Sydney Wanderers | 12  | 6 | 4 | 0 | 2 | 11 | 5  | +6   |  | Western Sydney Wanderers   |     | 1-0 | 1-3 | 5-0 |
| 2    | Kawasaki Frontale        | 12  | 6 | 4 | 0 | 2 | 7  | 5  | +2   |  | Kawasaki Frontale          | 2-1 |     | 3-1 | 1-0 |
| 3    | Ulsan Hyundai            | 7   | 6 | 2 | 1 | 3 | 8  | 10 | -2   |  | Ulsan Hyundai              | 0-2 | 2-0 |     | 1-1 |
| 4    | Guizhou Renhe            | 4   | 6 | 1 | 1 | 4 | 4  | 10 | -6   |  | Guizhou Renhe              | 0-1 | 0-1 | 3-1 |     |

## Phase finale

### Huitièmes de finale
| Équipe                 | Aller           | Total           | Retour          | Équipe                   |
| Asie de l'ouest        | Asie de l'ouest | Asie de l'ouest | Asie de l'ouest | Asie de l'ouest          |
| ---------------------- | --------------- | --------------- | --------------- | ------------------------ |
| Al Ittihad             | 1 - 0           | 4 - 1           | 3 - 1           | Al-Shabab Riyad          |
| Al-Jazira              | 1 - 2           | 2 - 4           | 1 - 2           | Al Ain Club              |
| Al Sadd Sports Club    | 0 - 0           | 2E - 2          | 2 - 2           | Foolad Ahvaz             |
| FC Bunyodkor           | 0 - 1           | 0 - 4           | 0 - 3           | Al-Hilal FC              |
| Asie de l'est          |                 |                 |                 |                          |
| Jeonbuk Hyundai Motors | 1 - 2           | 1 - 3           | 0 - 1           | Pohang Steelers          |
| Cerezo Osaka           | 1 - 5           | 2 - 5           | 1 - 0           | Guangzhou Evergrande     |
| Kawasaki Frontale      | 2 - 3           | 4 - 4E          | 2 - 1           | FC Seoul                 |
| Sanfrecce Hiroshima    | 3 - 1           | 3 - 3E          | 0 - 2           | Western Sydney Wanderers |

### Quarts de finale
| Équipe                   | Aller           | Total           | Retour          | Équipe               |
| Asie de l'ouest          | Asie de l'ouest | Asie de l'ouest | Asie de l'ouest | Asie de l'ouest      |
| ------------------------ | --------------- | --------------- | --------------- | -------------------- |
| Al-Hilal FC              | 1 - 0           | 1 - 0           | 0 - 0           | Al Sadd Sports Club  |
| Al Ain Club              | 2 - 0           | 5 - 1           | 3 - 1           | Al Ittihad           |
| Asie de l'est            |                 |                 |                 |                      |
| Pohang Steelers          | 0 - 0           | 0 - 0 0-3 tab   | 0 - 0           | FC Seoul             |
| Western Sydney Wanderers | 1 - 0           | 2E - 2          | 1 - 2           | Guangzhou Evergrande |

### Demi-finales
| Équipe          | Aller           | Total           | Retour          | Équipe                   |
| Asie de l'ouest | Asie de l'ouest | Asie de l'ouest | Asie de l'ouest | Asie de l'ouest          |
| --------------- | --------------- | --------------- | --------------- | ------------------------ |
| Al-Hilal FC     | 3 - 0           | 4 - 2           | 1 - 2           | Al Ain Club              |
| Asie de l'est   |                 |                 |                 |                          |
| FC Seoul        | 0 - 0           | 0 - 2           | 0 - 2           | Western Sydney Wanderers |

### Finale
| 25 octobre 2014 | Western Sydney Wanderers | 1 - 0 | Al-Hilal FC | Parramatta Stadium, Sydney                       |                                                  |
| 19:30           | Tomi Jurić 64e           |       |             | Spectateurs : 20 053 Arbitrage : Alireza Faghani | Spectateurs : 20 053 Arbitrage : Alireza Faghani |
| 19:30           | (Rapport)                |       |             | Spectateurs : 20 053 Arbitrage : Alireza Faghani | Spectateurs : 20 053 Arbitrage : Alireza Faghani |

| 1er novembre 2015 | Al-Hilal FC | 0 - 0 | Western Sydney Wanderers | Stade international du Roi-Fahd, Riyad            |                                                   |
| 20:30             |             |       |                          | Spectateurs : 63 763 Arbitrage : Yūichi Nishimura | Spectateurs : 63 763 Arbitrage : Yūichi Nishimura |
| 20:30             | (Rapport)   |       |                          | Spectateurs : 63 763 Arbitrage : Yūichi Nishimura | Spectateurs : 63 763 Arbitrage : Yūichi Nishimura |

| Ligue des champions de l'AFC Vainqueur 2014 |
| ------------------------------------------- |
| Drapeau de l'Australie                      |
| Western Sydney Wanderers Premier titre      |